# Los Nopalitos
Los Nopalitos es un lugar designado por el censo ubicado en el condado de Webb en el estado estadounidense de Texas. En el Censo de 2010 tenía una población de 62 habitantes y una densidad poblacional de 161,75 personas por km².

## Geografía
Los Nopalitos se encuentra ubicado en las coordenadas 27°37′10″N 99°12′20″O / 27.61944, -99.20556. Según la Oficina del Censo de los Estados Unidos, Los Nopalitos tiene una superficie total de 0.38 km², de la cual 0.38 km² corresponden a tierra firme y (0%) 0 km² es agua.

## Demografía
Según el censo de 2010, había 62 personas residiendo en Los Nopalitos. La densidad de población era de 161,75 hab./km². De los 62 habitantes, Los Nopalitos estaba compuesto por el 72.58% blancos, el 0% eran afroamericanos, el 0% eran amerindios, el 0% eran asiáticos, el 0% eran isleños del Pacífico, el 27.42% eran de otras razas y el 0% pertenecían a dos o más razas. Del total de la población el 96.77% eran hispanos o latinos de cualquier raza.